# Der Richter und sein Henker (Oper)
Der Richter und sein Henker ist eine Oper in einem Vorspiel und 12 Szenen von Franz Hummel. Das Libretto Sandra Hummels basiert auf dem gleichnamigen Kriminalroman von Friedrich Dürrenmatt. Die Oper entstand im Auftrag des Theater Erfurt und wurde durch dieses am 8. November 2008 uraufgeführt.

## Handlung

### Vorspiel
Niemandsland, ähnlich einem Schlachtfeld.
Die Hauptfiguren bewegen sich orientierungslos im Raum, gefolgt von ihren Schatten.
Am Boden die Leiche des ermordeten Polizisten Schmied.

### Szene 1
Dürrenmatt bringt nach und nach seine Figuren ins Spiel.
Kommissar Tschanz, mit den Mordermittlungen beauftragt, ist im Gespräch mit Anna, der Verlobten des toten Polizisten.
Annas Leben ist gebrochen, ihre Zukunft scheint verloren.
Gastmann und Kommissar Bärlach begegnen sich. Während seines ganzen Berufslebens ist es Bärlach nicht gelungen, Gastmann für einen Mord, den er vor Jahrzehnten in Istanbul begangen hat, gerichtlich zu belangen.
Es entfaltet sich ein Gespräch über den Zufall: Bärlach glaubt, der Zufall werde Gastmann eines Tages doch noch zu Fall bringen, Gastmann hingegen fühlt sich durch den Zufall geschützt.
Bärlach stattet Frau Schönler, der Vermieterin Schmieds, einen Besuch ab.

### Szene 2
Polizeichef Lutz und Bärlach unterhalten sich über Bärlachs Vergangenheit. Lutz ist besorgt über Bärlachs Gesundheitszustand und erkundigt sich über die Ermittlungen im Mordfall Schmied.

### Szene 3
Anna ist allein, ganz versunken in Gedanken an ihren verstorbenen Verlobten. Als Tschanz sich ihr nähert, lässt sie ihn allein zurück.

### Szene 4
Tschanz erscheint Bärlach als Doppelgänger des ermordeten Kollegen Schmied.

### Szene 5
Als Tschanz wieder alleine ist, sinniert er über Bärlachs Ermittlungen. Tschanz spricht voller Hass von Schmied, den er um seine Bildung, sein Auto, die schöne Anna oder auch dessen Maßanzüge beneidete.

### Szene 6
Party bei Gastmann. Reiche und gelangweilte Industrielle, Bankiers, Künstler, Diplomaten aus der Schweiz und aus dem nahen und fernen Osten weilen im Hause Gastmanns.
Unter den Partygästen entbrennt eine Diskussion über die wahre Identität des erschossenen Schmied, der in ihren Kreisen inkognito als „Dr. Prantl“ ermittelte.
Gastmann selbst verlässt schon bald seine eigene Party in Richtung Zürcher Oper, in Begleitung der „berühmten“ Sängerin Lucy Netrapko.
Im Garten hört man Hundegebell, dann fällt ein Schuss. Bärlach erscheint auf der Party, um die Ermittlungstätigkeit aufzunehmen.

### Szene 7
Gastmann überrascht Bärlach in dessen Wohnzimmer, blätternd in der „Akte Gastmann“, die Schmied angefertigt hatte. Bärlach verkündet Gastmann sein nahes Ende. Er wird ihn richten: nicht für ein begangenes Verbrechen, sondern für eines, das er nicht begangen hat.

### Szene 8
Gastmann erinnert sich der gemeinsamen Vergangenheit mit Bärlach. Er erzählt vom Mord vor vierzig Jahren in Istanbul, als er einen Unschuldigen von der Brücke stieß, der daraufhin im Fluss ertrank. Er fühlt sich nach wie vor sicher, schenkt den Drohungen Barlochs keinen Glauben.

### Szene 9
Anna ist allein, in tiefer Trauer versunken. Tschanz unternimmt einen neuerlichen Annäherungsversuch, wird aber von Bärlach zurückgewiesen, der Anna einem Verhör unterzieht.

### Szene 10
Allein und im Zustand des Halbschlafs, wird Bärlach von einem Albtraum geplagt. Die Gegenstände um ihn herum scheinen ihn zu wenden. Plötzlich fliegt neben Bärlach ein Brieföffner-Dolch durch das Zimmer und bleibt in der Wand stecken, woraufhin Bärlach in höchster Not aus seiner Pistole Schüsse abfeuert.
Tschanz tritt auf. Er beklagt die Behinderung seiner Ermittlungen gegen Gastmann. Auch Bärlach verschließt sich den Indizien des jüngeren Kollegen. Von dessen Tatenlosigkeit enttäuscht und provoziert, ist Tschanz fest entschlossen, selbst den Mörder zu stellen.

### Szene 11
Dürrenmatt mischt sich in das Geschehen ein. Angesprochen auf Gastmann, gibt er zur Antwort: „Das Böse ist bei ihm nicht triebhaft, sondern kreativer Ausdruck seiner Freiheit“.

### Finale
Wieder im Niemandsland.
Man sieht offene Gräber, die Leichen der Leibwächter Gastmanns und die Leiche Tschanz’, der sich erhängt hat.
Polizeichef Lutz bringt nur Gestammel und letzten Endes einer Grabrede hervor.
Er beschuldigt Bärlach der unrechtmäßigen Verdächtigung Gastmanns.
Auch Frau Schönler bringt nur noch wirre Sätze hervor. Die Szenerie steigert sich zu einem grotesken, düsteren Totentanz.
Annas Leben ist endgültig zerbrochen.
Sie bleibt alleine zurück, umgeben nur von den Schatten der Vergangenheit.

## Gestaltung
Die Oper bildet den Handlungsverlauf der Romanvorlage nicht linear ab. Die Autoren sehen den eigentlichen Reiz für ihre Fassung in der „Albtraumwelt, diese[r] Zwillingsschwester der alltäglichen Schizophrenie und ihrer Verwerfungen, ja ihrer Antilogik“. Sie stellt die Realität in Frage und fragt nach dem Einfluss des Zufalls auf die handelnden Personen. Die 21 Kapitel der Vorlage wurden für die Oper auf elf Szenen mit einem Vorspiel und einem Finale in „Niemandsland“ reduziert, wobei die Reihenfolge nicht der des Romans entspricht. Einige Szenen verarbeiten Elemente aus gleich mehreren Kapiteln.:24 Fast allen Figuren ist ein getanzter „Schatten“ zugeordnet.
Anders als im Roman bestimmt der „Schockzustand des Verbrechens“ die Oper von Anfang an. Sie beginnt mit Annas im ⁵/₈-Takt gesungenen Worten „Zukunft, Zukunft, sie ist mir längst genommen“, der im Orchester Synkopen und triolische Figuren entgegengesetzt werden.:24
Der Orchestersatz ist „kompakt“, „dicht gewoben“. Verschiedenste Musikstile wie Gassenhauer, Tangos, Walzer, Choräle und ariose Elemente werden collagenartig miteinander verbunden. Der Musikdramaturg Berthold Warnecke beschrieb den Stil im Programmheft der Erfurter Uraufführung folgendermaßen: „Stilistische Überlappungen, das Nebeneinander von vertrauten Klängen und scharfen Clustern, der harte, unvermittelte Wechsel von ruhig fließender Melodik zu rhythmischen Zerrbildern, die nur noch rudimentäre Melodiefetzen in sich tragen und periodische Ordnungsmuster ad absurdum führen – kurz: das musikalische Panoptikum, das Hummel vor den Ohren der Zuhörer ausbreitet, gibt sich als komponierte Interpretation der Dürrenmattschen Weltsicht“.:26 Musikalische Höhepunkte sind eine auf der Bühne von der Solovioline und Flöte begleitete Arie Gastmanns, das „Solothurner Polizistenlied“ und der „Himalaya-Song“.

## Werkgeschichte
Die Oper entstand im Auftrag des Theater Erfurt. Sie basiert auf dem gleichnamigen Kriminalroman von Friedrich Dürrenmatt. Die Musik stammt von Franz Hummel und das Libretto von Sandra Hummel.
Das Werk wurde am 8. November 2008 im Theater Erfurt vom Philharmonischen Orchester und dem Opernchor Erfurt unter der musikalischen Leitung von Gerd Herklotz uraufgeführt. Die Inszenierung und die Choreographie stammten von Rosamund Gilmore, Bühne und Kostüme von Carl Friedrich Oberle. Die Darsteller waren u. a. Petteri Falck (Bärlach), Jochen Vogel (Bärlachs Schatten), Marwan Shamiyeh (Tschanz), Sandra Lommerzheim (Tschanz’ Schatten), Alice Rath (Anna), Elodie Lavoignat (Annas Schatten), Robert Wörle (Gastmann), David Laera (Gastmanns Schatten), Máté Sólyom-Nagy (Frau Schönler), Michael Kitzeder (Frau Schönlers Schatten), Nadja Dagis (Schmieds Geist), Dario Süß (Lutz), Olaf Müller (Dürrenmatt), Manuel Meyer (Pfarrer/Geistlicher), Stefan Wey (von Schwendi).